# Bakning

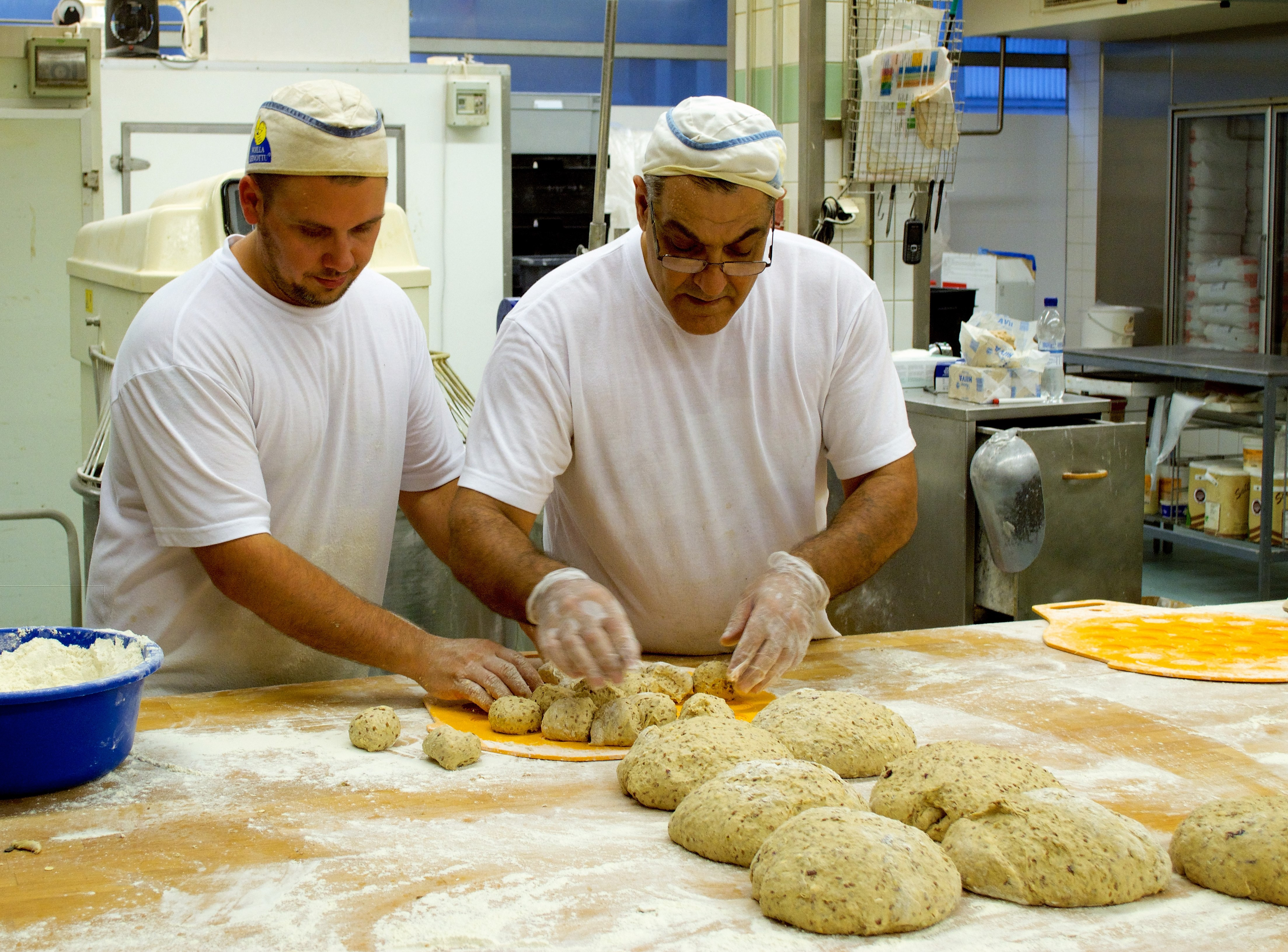
Bakning.

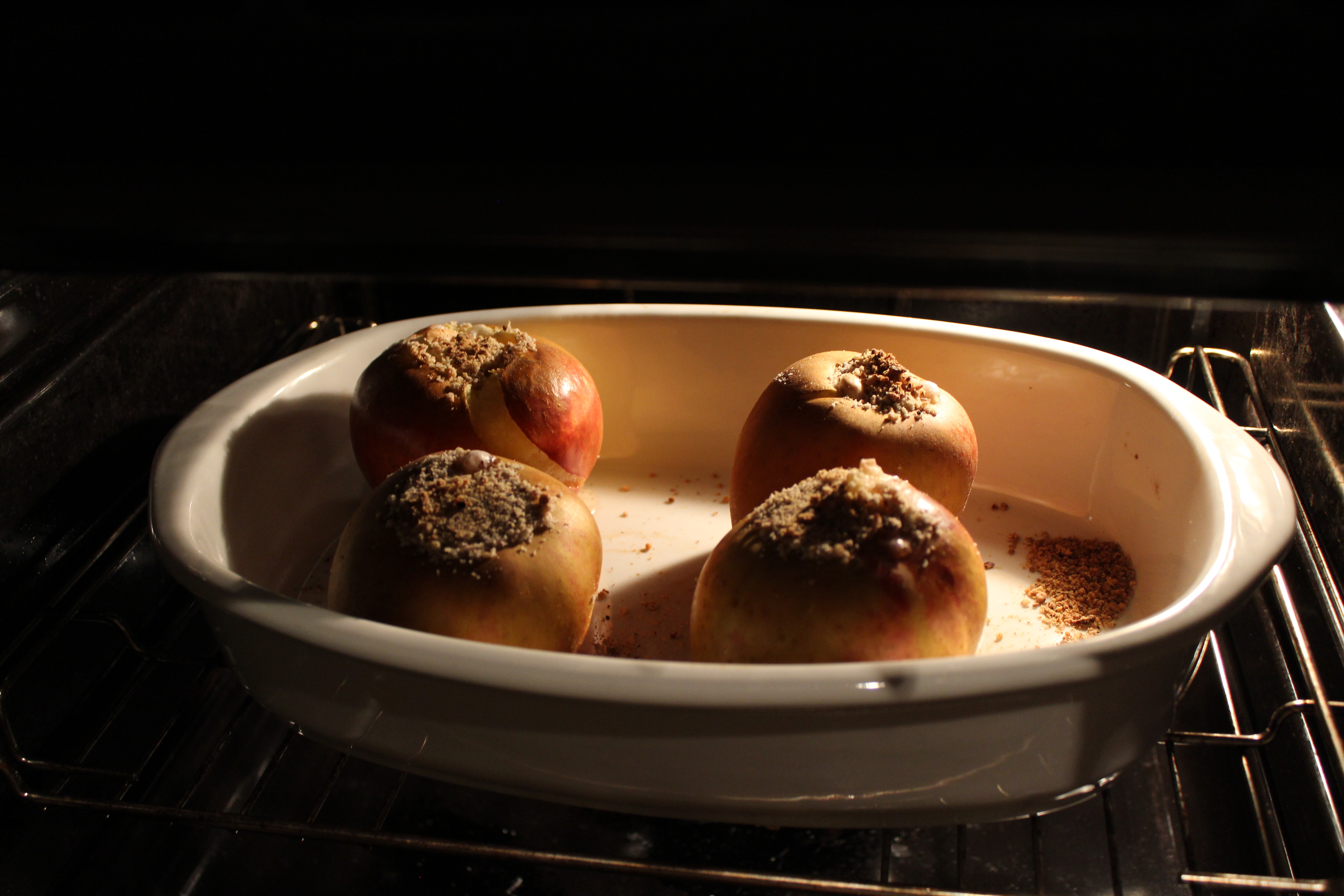
Ugnsbakade äpplen.

Bakning är en matlagningsmetod som dels kan avse tillagning i varm luft (vanligtvis i en ugn), dels hela tillagningsprocessen inklusive jäsning, knådning, kavling, rullning osv. Bakning används framförallt för att tillreda bröd, bakverk och pizza. När annat tillagas i ugn, som exempelvis skinka, potatis, fisk och äpplen talas vanligen om ugnsbakning – att ugnsbaka. Gräddning (grädda) syftar på att bereda livsmedel genom upphettning i ugn eller stekpanna, särskilt i syfte att få en brynt yta och en fastare konsistens.
Bröd brukar jäsas. För detta används ofta jäst, som gör brödet fluffigt, bakpulver eller bikarbonat (natriumvätekarbonat). Ett vanligt bakredskap är kavel, som finns i olika modeller.
Vid bakning är god hygien viktig, särskilt god handhygien. Även förkläde och huvudbonad förekommer.
Den som arbetar med bakning, av främst bröd och bakverk, kallas bagare eller konditor.